# 因薩爾區

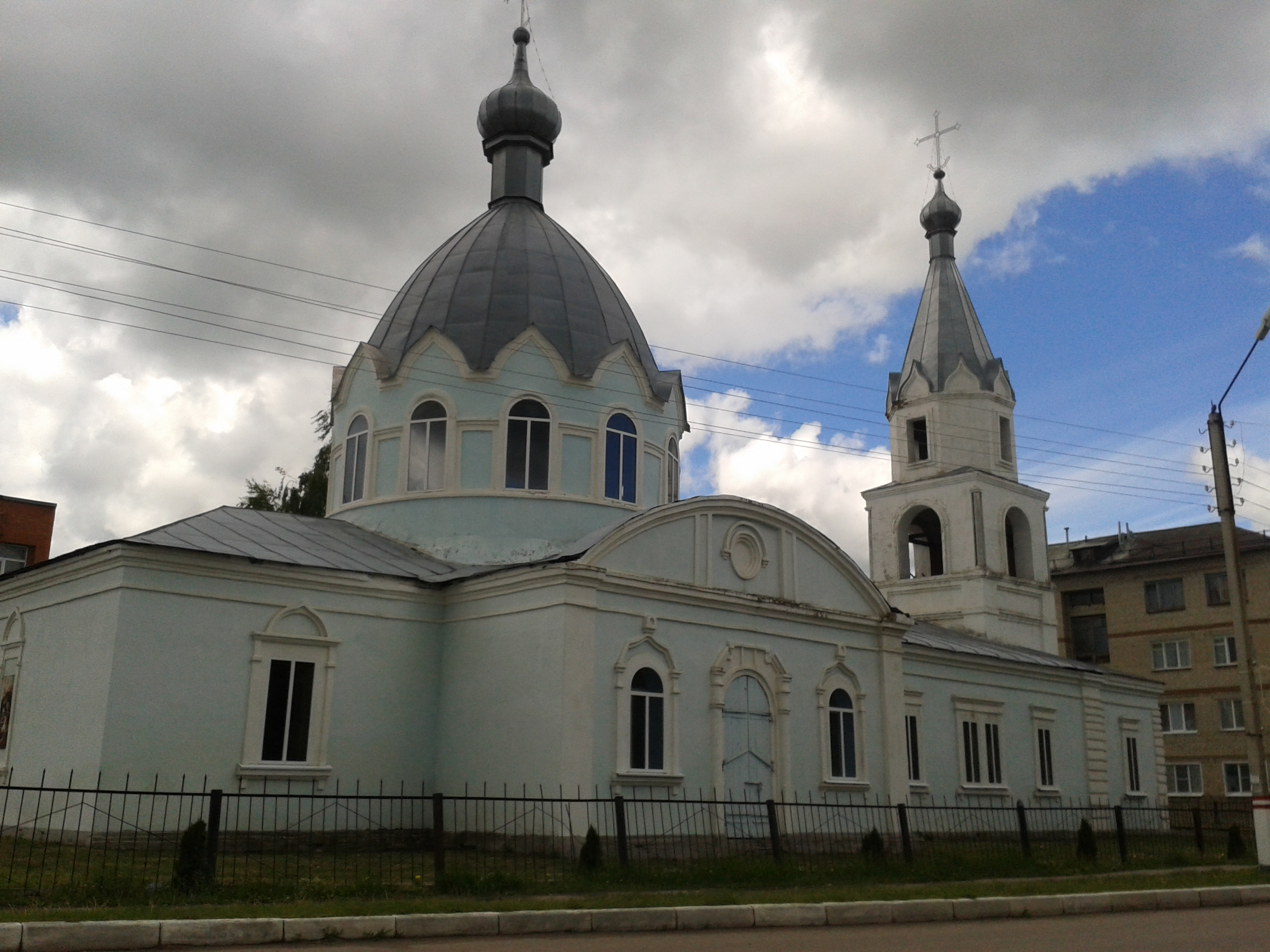

53°52′N 44°22′E / 53.867°N 44.367°E
因薩爾區（俄语：Инсарский район），是俄羅斯的一個區，位於該國西部，由莫爾多維亞共和國負責管轄，面積968.6平方公里，2010年人口14,098，人口密度每平方公里14.56人。